# Голубой баран
Голубой баран, или наху́р, или бхарал, или куку-яман (лат. Pseudois nayaur), — парнокопытное млекопитающее из семейства полорогих, единственный вид одноимённого рода (Pseudois; буквально — «ложный баран»).
Обитает в высокой части Гималаев на территории Непала, Китая, Пакистана и Индии.
Выделяют 2 подвида:
- Pseudois nayaur nayaur — Гималайский голубой баран[5], Гималаи в пределах северо-восточного Пакистана, северо-западной Индии, Непала и Бутана, а также спорадически по всему Тибету и на крайнем юго-западе Китая[5];
- Pseudois nayaur szechuanensis — Китайский голубой баран[5], центральный Китай[5].

Красная книга МСОП (2014) признаёт также подвид Pseudois nayaur schaeferi (карликовый голубой баран), обитающий на небольшой территории в верховьях реки Янцзы. Тем не менее, согласно молекулярно-генетическому анализу 2012 года, карликовый голубой баран является не отдельным подвидом, а лишь морфологически отличной полифилетической популяцией подвида P. n. szechuanensis.

## Физические характеристики
Голова и тело длиной 1150—1650 мм, хвост длиной 100—200 мм, высота в плечах 750—910 мм, масса 25—80 кг. У P. nayaur голова и верх буро-серые с синеватым оттенком, низ и внутренние стороны ног белые. Эта окраска хорошо сочетается с синими сланцевыми породами и коричневыми травами открытых склонов. P. schaeferi, как правило, меньшие и имеют более серый окрас с серебряным блеском.

## Существование и питание
Живут на открытых склонах и плато с плотной травой на высоте 2500—2600 метров. Из-за защитного окраса и при отсутствии любого растительного укрытия, эти животные остаются недвижимыми при приближении. Когда они обнаруживают, что были замечены, убегают по крутым скалам, поднимаясь к более недоступным местам.
Питаются и отдыхают по очереди на протяжении дня на покрытых травой склонах гор. Рацион составляют травы (в летний период) и сухая трава (в зимний период).

## Социальная структура и размножение
Социальная структура может быть сезонной и зависеть от доступности кормов. В пары объединяются с октября по январь, и детёныши рождаются с мая до начала июля. Период беременности длится 160 дней. Часто рождается один детёныш, но и двойня не является редким явлением. Лактация длится 6 месяцев. Половая зрелость достигается в 18 месяцев. Самцы достигают размеров взрослого за 7 лет. Один нахур в неволе жил 20 лет и 10 месяцев.

## Фото

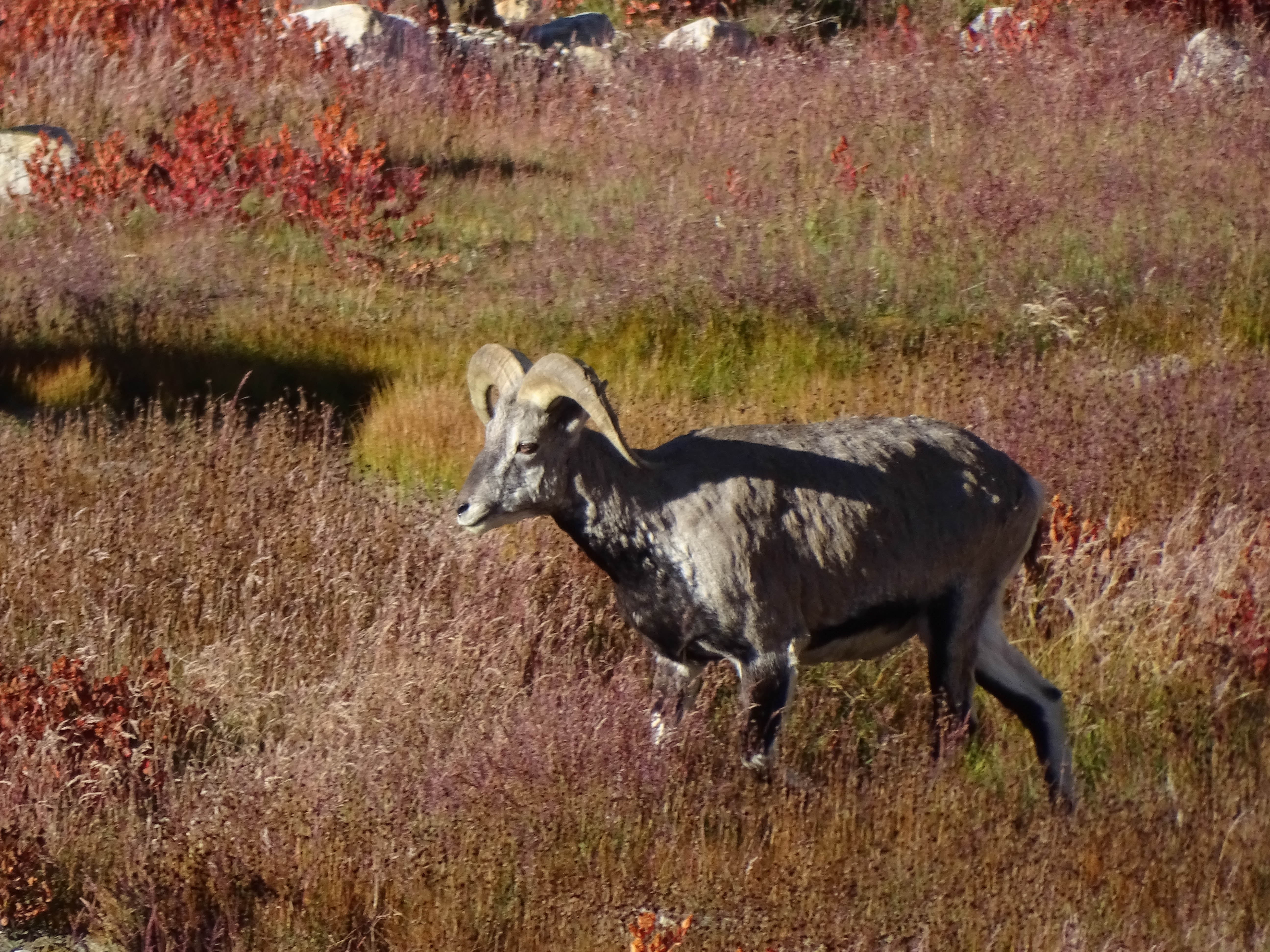
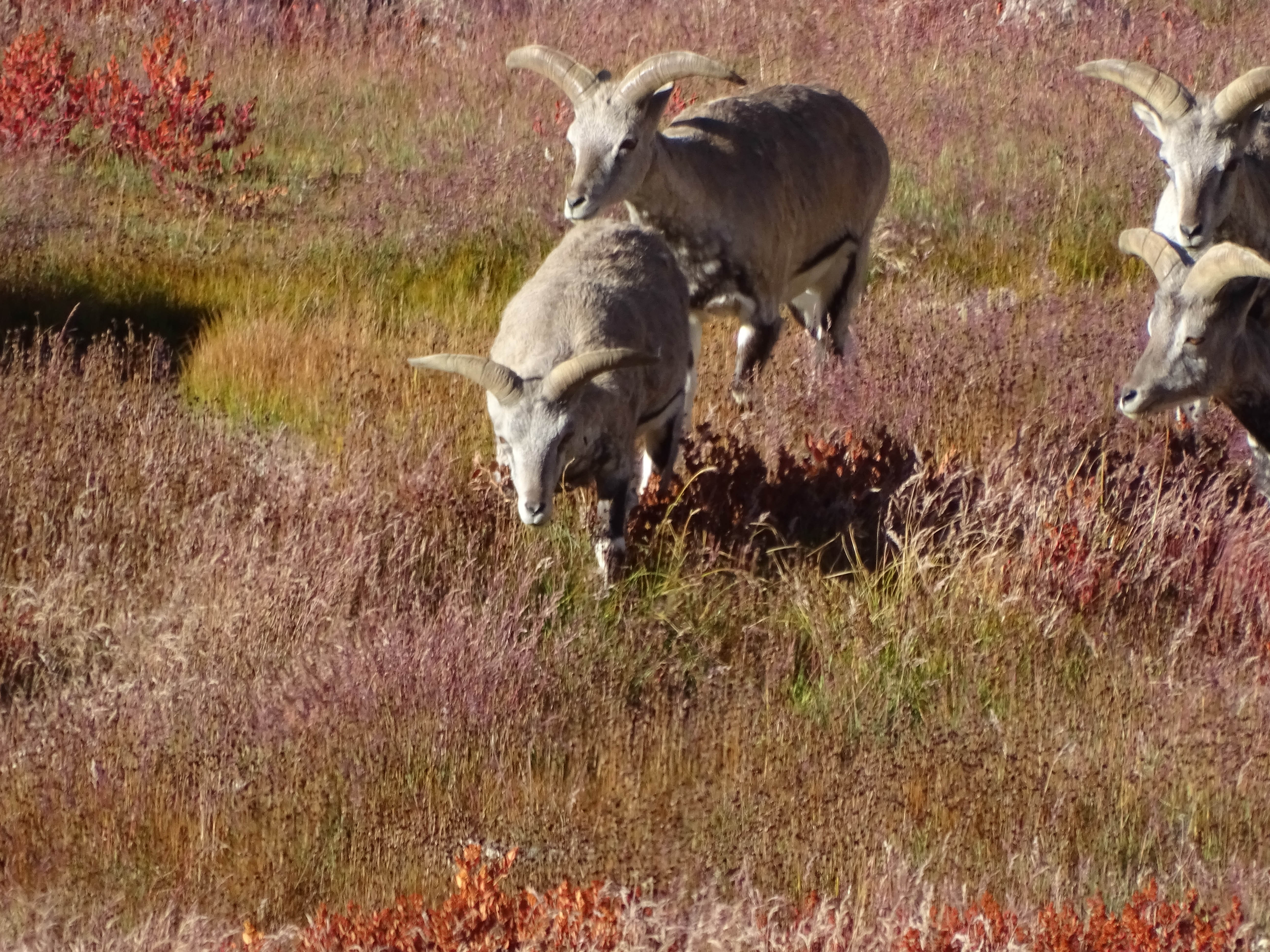
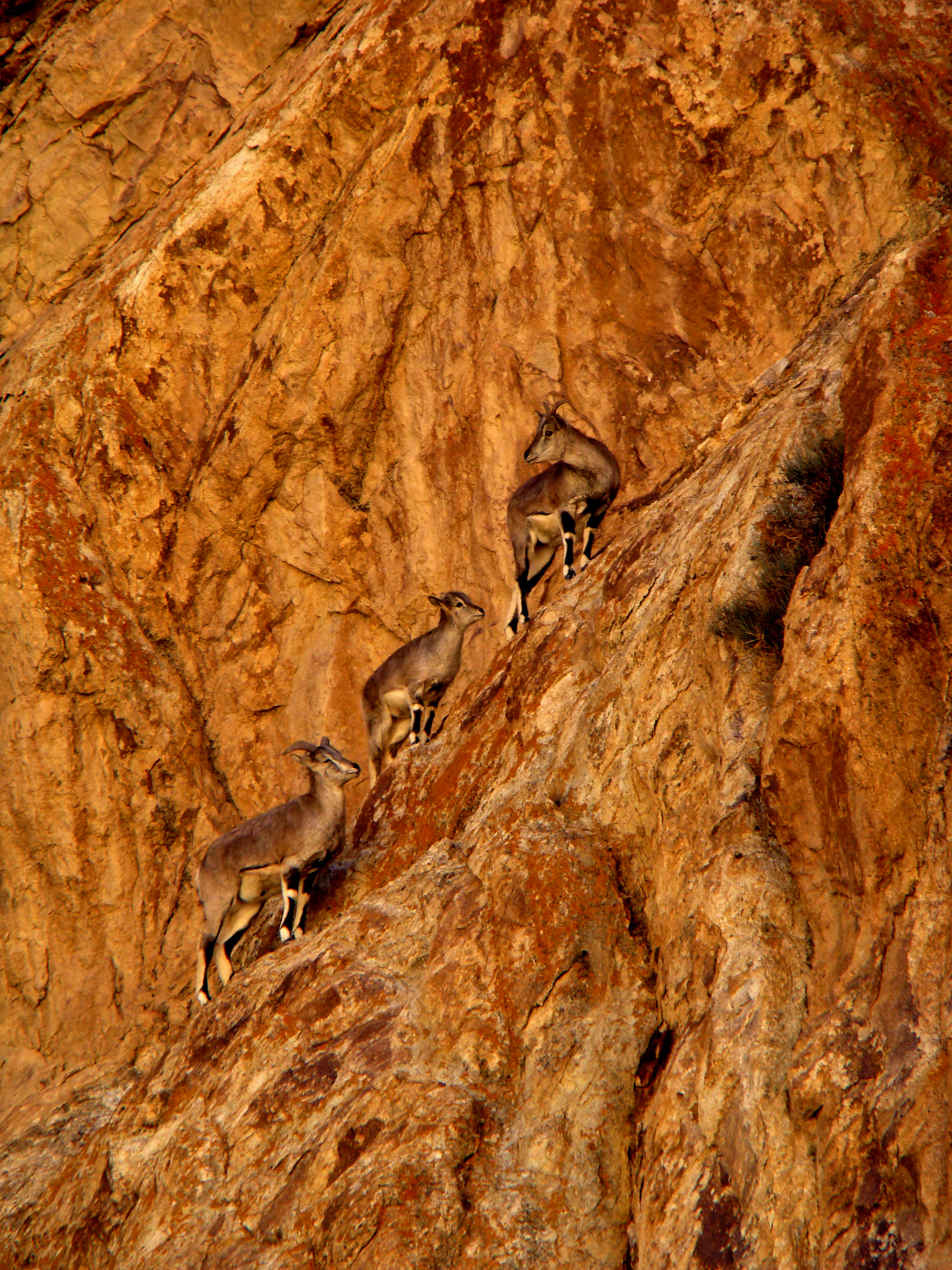
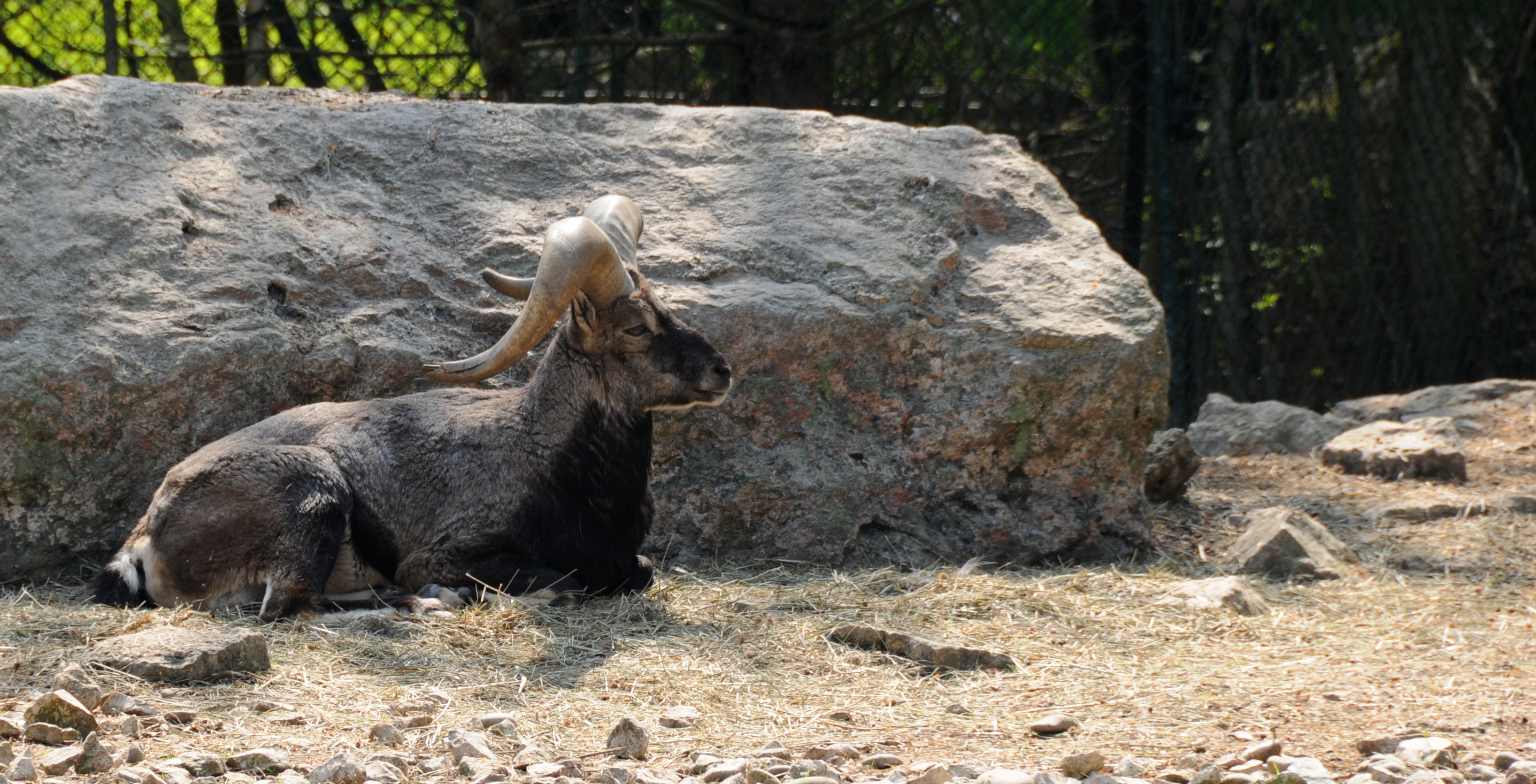